# Temporada 1991-92 de la NBA
La temporada 1991-92 de la NBA fue la cuadragésimo sexta en la historia de la liga. La temporada finalizó con Chicago Bulls como campeones (segundo de sus seis anillos) tras ganar a Portland Trail Blazers por 4-2.

## Aspectos destacados
- Sorprendentemente, la estrella de los Lakers, Magic Johnson, anunció su retirada del baloncesto a principios de temporada tras haber dado positivo en las pruebas del VIH.
- Charles Barkley homenajeó a Johnson cambiando su dorsal 34 por el 32 para el resto de la temporada, a pesar de que los 76ers tenían el dorsal retirado en honor a Billy Cunningham.
- Debido a problemas de espalda, la estrella de los Celtics Larry Bird se retiró al final de la campaña, finalizando así una de las eras más gloriosas de la historia de la liga, la rivalidad entre Magic y Bird.
- El All-Star Game de la NBA de 1992 se disputó en el Orlando Arena de Orlando, Florida, con victoria del Oeste sobre el Este por 153-113. En un emotivo encuentro, Magic Johnson ganó el premio al MVP del partido.
- Utah Jazz jugó su primer partido en el Delta Center.
- Phoenix Suns disputó su última temporada en el Arizona Veterans Memorial Coliseum.
- Chicago Bulls estableció un récord de victorias en una temporada con 67 (superado cuatro años más tarde por l no es ningún récord sesenta y siete victoriasos propios Bulls).
- Chicago Bulls no estableció ningún récord de victorias con sesenta y siete el récord estaban en sesenta y nueve victorias que consiguieron Los Ángeles Lakers en la temporada mil novecientos setenta y uno setenta y dos
- Michael Jordan anotó 35 puntos en la primera parte del primer encuentro de las Finales, lo que suponía el récord de más puntos en una parte en las Finales de la NBA. Sus seis triples también establecieron un récord.
- Miami Heat fue el primero de los cuatro equipos en expansión en clasificarse para los playoffs. Fueron eliminados en primera ronda por los Bulls.
- El 17 de diciembre, Cleveland Cavaliers ganó a Miami Heat por 148-80. Estos 68 puntos de diferencia significaron el mayor margen de victoria en un partido en la historia de la NBA, récord que se mantuvo hasta 2021, cuando los Memphis Grizzlies vencieron a Oklahoma City Thunder por 73 puntos.

## Clasificaciones

### Conferencia Este
| Equipo             | V  | D  | %V   | P  |
| ------------------ | -- | -- | ---- | -- |
| New York Knicks    | 51 | 31 | .622 | -  |
| Boston Celtics     | 51 | 31 | .622 | -  |
| New Jersey Nets    | 40 | 42 | .488 | 11 |
| Miami Heat         | 38 | 44 | .463 | 13 |
| Philadelphia 76ers | 35 | 47 | .427 | 16 |
| Washington Bullets | 25 | 57 | .305 | 26 |
| Orlando Magic      | 21 | 61 | .256 | 30 |

| Equipo              | V  | D  | %V   | P  |
| ------------------- | -- | -- | ---- | -- |
| Chicago Bulls C     | 67 | 15 | .817 | -  |
| Cleveland Cavaliers | 57 | 25 | .695 | 10 |
| Detroit Pistons     | 48 | 34 | .585 | 19 |
| Indiana Pacers      | 40 | 42 | .488 | 27 |
| Atlanta Hawks       | 38 | 44 | .463 | 29 |
| Milwaukee Bucks     | 31 | 51 | .378 | 36 |
| Charlotte Hornets   | 31 | 51 | .378 | 36 |

### Conferencia Oeste
| Equipo                 | V  | D  | %V   | P  |
| ---------------------- | -- | -- | ---- | -- |
| Utah Jazz              | 55 | 27 | .671 | -  |
| San Antonio Spurs      | 47 | 35 | .573 | 8  |
| Houston Rockets        | 42 | 40 | .512 | 13 |
| Denver Nuggets         | 24 | 58 | .293 | 31 |
| Dallas Mavericks       | 22 | 60 | .268 | 33 |
| Minnesota Timberwolves | 15 | 67 | .183 | 40 |

| Equipo                 | V  | D  | %V   | P  |
| ---------------------- | -- | -- | ---- | -- |
| Portland Trail Blazers | 57 | 25 | .695 | -  |
| Golden State Warriors  | 55 | 27 | .671 | 2  |
| Phoenix Suns           | 53 | 29 | .646 | 4  |
| Seattle SuperSonics    | 47 | 35 | .573 | 10 |
| Los Angeles Clippers   | 45 | 37 | .549 | 12 |
| Los Angeles Lakers     | 43 | 39 | .524 | 14 |
| Sacramento Kings       | 29 | 53 | .354 | 28 |

* V: Victorias
* D: Derrotas
* %V: Porcentaje de victorias
* P: Partidos de diferencia respecto a la primera posición
* C: Campeón

## Playoffs
|  | Primera Ronda     | Primera Ronda | Primera Ronda |   |              | Semifinales de Conferencia | Semifinales de Conferencia | Semifinales de Conferencia |  |   | Finales de Conferencia | Finales de Conferencia | Finales de Conferencia |  |    | Finales NBA | Finales NBA | Finales NBA |
|  |                   |               |               |   |              |                            |                            |                            |  |   |                        |                        |                        |  |    |             |             |             |
|  | 1                 | Chicago       | 3             |   |              |                            |                            |                            |  |   |                        |                        |                        |  |    |             |             |             |
|  | 8                 | Miami         | 0             |   |              |                            |                            |                            |  |   |                        |                        |                        |  |    |             |             |             |
|  | 8                 | Miami         | 0             |   | 1            | Chicago                    | 4                          |                            |  |   |                        |                        |                        |  |    |             |             |             |
|  |                   |               |               |   | 1            | Chicago                    | 4                          |                            |  |   |                        |                        |                        |  |    |             |             |             |
|  |                   | 4             | New York      | 3 |              |                            |                            |                            |  |   |                        |                        |                        |  |    |             |             |             |
|  | 4                 | 4             | New York      | 3 | New York     | 3                          |                            |                            |  |   |                        |                        |                        |  |    |             |             |             |
|  | 4                 |               |               |   | New York     | 3                          |                            |                            |  |   |                        |                        |                        |  |    |             |             |             |
|  | 5                 | Detroit       | 2             |   |              |                            |                            |                            |  |   |                        |                        |                        |  |    |             |             |             |
|  | 5                 | Detroit       | 2             |   |              |                            |                            |                            |  | 1 | Chicago                | 4                      |                        |  |    |             |             |             |
|  | Conferencia Este  |               |               |   |              |                            |                            |                            |  | 1 | Chicago                | 4                      |                        |  |    |             |             |             |
|  |                   | 3             | Cleveland     | 2 |              |                            |                            |                            |  |   |                        |                        |                        |  |    |             |             |             |
|  | 3                 | 3             | Cleveland     | 2 | Cleveland    | 3                          |                            |                            |  |   |                        |                        |                        |  |    |             |             |             |
|  | 3                 |               |               |   | Cleveland    | 3                          |                            |                            |  |   |                        |                        |                        |  |    |             |             |             |
|  | 6                 | New Jersey    | 1             |   |              |                            |                            |                            |  |   |                        |                        |                        |  |    |             |             |             |
|  | 6                 | New Jersey    | 1             |   | 3            | Cleveland                  | 4                          |                            |  |   |                        |                        |                        |  |    |             |             |             |
|  |                   |               |               |   | 3            | Cleveland                  | 4                          |                            |  |   |                        |                        |                        |  |    |             |             |             |
|  |                   | 2             | Boston        | 3 |              |                            |                            |                            |  |   |                        |                        |                        |  |    |             |             |             |
|  | 2                 | 2             | Boston        | 3 | Boston       | 3                          |                            |                            |  |   |                        |                        |                        |  |    |             |             |             |
|  | 2                 |               |               |   | Boston       | 3                          |                            |                            |  |   |                        |                        |                        |  |    |             |             |             |
|  | 7                 | Indiana       | 0             |   |              |                            |                            |                            |  |   |                        |                        |                        |  |    |             |             |             |
|  | 7                 | Indiana       | 0             |   |              |                            |                            |                            |  |   |                        |                        |                        |  | E1 | Chicago     | 4           |             |
|  |                   |               |               |   |              |                            |                            |                            |  |   |                        |                        |                        |  | E1 | Chicago     | 4           |             |
|  |                   | O1            | Portland      | 2 |              |                            |                            |                            |  |   |                        |                        |                        |  |    |             |             |             |
|  | 1                 | O1            | Portland      | 2 | Portland     | 3                          |                            |                            |  |   |                        |                        |                        |  |    |             |             |             |
|  | 1                 |               |               |   | Portland     | 3                          |                            |                            |  |   |                        |                        |                        |  |    |             |             |             |
|  | 8                 | L.A. Lakers   | 1             |   |              |                            |                            |                            |  |   |                        |                        |                        |  |    |             |             |             |
|  | 8                 | L.A. Lakers   | 1             |   | 1            | Portland                   | 4                          |                            |  |   |                        |                        |                        |  |    |             |             |             |
|  |                   |               |               |   | 1            | Portland                   | 4                          |                            |  |   |                        |                        |                        |  |    |             |             |             |
|  |                   | 4             | Phoenix       | 1 |              |                            |                            |                            |  |   |                        |                        |                        |  |    |             |             |             |
|  | 4                 | 4             | Phoenix       | 1 | Phoenix      | 3                          |                            |                            |  |   |                        |                        |                        |  |    |             |             |             |
|  | 4                 |               |               |   | Phoenix      | 3                          |                            |                            |  |   |                        |                        |                        |  |    |             |             |             |
|  | 5                 | San Antonio   | 0             |   |              |                            |                            |                            |  |   |                        |                        |                        |  |    |             |             |             |
|  | 5                 | San Antonio   | 0             |   |              |                            |                            |                            |  | 1 | Portland               | 4                      |                        |  |    |             |             |             |
|  | Conferencia Oeste |               |               |   |              |                            |                            |                            |  | 1 | Portland               | 4                      |                        |  |    |             |             |             |
|  |                   | 2             | Utah          | 2 |              |                            |                            |                            |  |   |                        |                        |                        |  |    |             |             |             |
|  | 3                 | 2             | Utah          | 2 | Golden State | 1                          |                            |                            |  |   |                        |                        |                        |  |    |             |             |             |
|  | 3                 |               |               |   | Golden State | 1                          |                            |                            |  |   |                        |                        |                        |  |    |             |             |             |
|  | 6                 | Seattle       | 3             |   |              |                            |                            |                            |  |   |                        |                        |                        |  |    |             |             |             |
|  | 6                 | Seattle       | 3             |   | 6            | Seattle                    | 1                          |                            |  |   |                        |                        |                        |  |    |             |             |             |
|  |                   |               |               |   | 6            | Seattle                    | 1                          |                            |  |   |                        |                        |                        |  |    |             |             |             |
|  |                   | 2             | Utah          | 4 |              |                            |                            |                            |  |   |                        |                        |                        |  |    |             |             |             |
|  | 2                 | 2             | Utah          | 4 | Utah         | 3                          |                            |                            |  |   |                        |                        |                        |  |    |             |             |             |
|  | 2                 |               |               |   | Utah         | 3                          |                            |                            |  |   |                        |                        |                        |  |    |             |             |             |
|  | 7                 | L.A. Clippers | 2             |   |              |                            |                            |                            |  |   |                        |                        |                        |  |    |             |             |             |

## Estadísticas
| Categoría                    | Jugador        | Equipo                 | Estadísticas |
| ---------------------------- | -------------- | ---------------------- | ------------ |
| Puntos por partido           | Michael Jordan | Chicago Bulls          | 30.1         |
| Rebotes por partido          | Dennis Rodman  | Detroit Pistons        | 18.7         |
| Asistencias por partido      | John Stockton  | Utah Jazz              | 13.7         |
| Robos por partido            | John Stockton  | Utah Jazz              | 3.0          |
| Tapones por partido          | David Robinson | San Antonio Spurs      | 4.5          |
| Porcentaje de tiros de campo | Buck Williams  | Portland Trail Blazers | 60.4         |
| Porcentaje de tiros libres   | Mark Price     | Cleveland Cavaliers    | 94.7         |
| Porcentaje de tiros de tres  | Dana Barros    | Seattle SuperSonics    | 44.6         |

## Premios
- MVP de la Temporada
  -  Michael Jordan (Chicago Bulls)
- Rookie del Año
  -  Larry Johnson (Charlotte Hornets)
- Mejor Defensor
  -  David Robinson (San Antonio Spurs)
- Mejor Sexto Hombre
  -  Detlef Schrempf (Indiana Pacers)
- Jugador Más Mejorado
  -  Pervis Ellison (Washington Bullets)
- Entrenador del Año
  -  Don Nelson (Golden State Warriors)

| - Primer Quinteto de la Temporada - A - Karl Malone, Utah Jazz - A - Chris Mullin, Golden State Warriors - P - David Robinson, San Antonio Spurs - B - Michael Jordan, Chicago Bulls - B - Clyde Drexler, Portland Trail Blazers | - 2.º Mejor Quinteto de la Temporada - Scottie Pippen, Chicago Bulls - Charles Barkley, Philadelphia 76ers - Patrick Ewing, New York Knicks - Tim Hardaway, Golden State Warriors - John Stockton, Utah Jazz | - 3er Mejor Quinteto de la Temporada - Dennis Rodman, Detroit Pistons - Kevin Willis, Atlanta Hawks - Brad Daugherty, Cleveland Cavaliers - Mark Price, Cleveland Cavaliers - Kevin Johnson, Phoenix Suns |

| - Primer Quinteto Defensivo - Dennis Rodman, Detroit Pistons - Scottie Pippen, Chicago Bulls - David Robinson, San Antonio Spurs - Joe Dumars, Detroit Pistons - Michael Jordan, Chicago Bulls | - 2.º Mejor Quinteto Defensivo - Larry Nance, Cleveland Cavaliers - Buck Williams, Portland Trail Blazers - Patrick Ewing, New York Knicks - John Stockton, Utah Jazz - Micheal Williams, Indiana Pacers |

| - Mejor Quinteto de Rookies - Steve Smith, Miami Heat - Larry Johnson, Charlotte Hornets - Billy Owens, Golden State Warriors - Stacey Augmon, Atlanta Hawks - Dikembe Mutombo, Denver Nuggets | - 2.ºMejor Quinteto de Rookies - Terrell Brandon, Cleveland Cavaliers - Rick Fox, Boston Celtics - Mark Macon, Denver Nuggets - Stanley Roberts, Orlando Magic - Larry Stewart, Washington Bullets |